# Майдан-Гологорский
Майдан-Гологорский (укр. Майдан-Гологірський) — село в Золочевской городской общине Золочевского района Львовской области Украины.
Население по переписи 2001 года составляло 348 человек. Занимает площадь 2,03 км². Почтовый индекс — 80736. Телефонный код — 3265.